# 松井佳一
松井 佳一（まつい よしいち、1891年2月20日 - 1976年4月17日）は、日本の水産学者、魚類遺伝学者。金魚研究の第一人者として知られる。

## 概要
山口県出身。
1917年、農商務省水産講習所を卒業。
1934年の論文「日本産金魚の遺伝学的研究」で農学博士号を授与。
1935年、食用ワキンの開発に成功。
1938年、兵庫県水産試験場長に就任。
京都大学理学部動物学科教授時代の1951年に日本真珠研究所を創設して所長に就任。
1958年、近畿大学教授兼白浜臨海実験所所長に就任して水産学科を新設する。

## 著作
- 「科学と趣味から見た金魚の研究」
- 「実験金魚の愛玩と飼育法」
- 「日本の金魚」
- 「日本の水産業」
- 「真珠の事典」

他

## 銅像
- 郡山金魚資料館